# Dom Wejssów w Radomiu
Dom Wejssów w Radomiu – zabytkowy budynek znajdujący się w Radomiu, przy ulicy Moniuszki 18. Obiekt jest częścią szlaku turystycznego Zabytki Radomia.

## Historia
Budynek został wzniesiony na przełomie XIX i XX wieku dla rodziny Wejssów przy wytyczonej wówczas ulicy Moniuszki (wtedy Kościelnej). Jest jednym z  najlepiej zachowanych przykładów eklektycznej kamienicy wielkomiejskiej w Radomiu, charakterystycznej dla zabytkowej części radomskiego Śródmieścia. 9 listopada 2012 roku Mazowiecki Wojewódzki Konserwator Zabytków wpisał budynek do rejestru zabytków nieruchomych województwa mazowieckiego. W 2017 roku zakończył się generalny remont budynku, dofinansowany przez Gminę Miasta Radomia.

## Architektura
Dom Wejssów to trzykondygnacyjna, neobarokowa kamienica, składająca się z budynku frontowego i oficyn bocznych. Budynek frontowy zwrócony jest reprezentacyjną, ozdobiona sztukateriami fasadą w stronę ulicy Moniuszki. Sień przejazdowa budynku jest zamknięta ozdobnymi wrotami. We wnętrzu uwagę zwraca klatka schodowa z oryginalnymi, żeliwnymi schodami, witrażowymi oknami i iluzjonistyczną, geometryczną polichromią ze stylizowanym motywem baldachimu, umieszczoną na stropie ostatniej kondygnacji budynku..